# Cathrin Hoppe
Cathrin Hoppe (* 12. Januar 1963, verheiratete Cathrin Hofmann) ist eine deutsche Badmintonspielerin.

## Karriere
Cathrin Hoppe gewann nach zahlreichen Medaillengewinnen im Nachwuchsbereich 1984 mit dem Damendoppel bei den Austrian International ihr erstes großes internationales Turnier bei den Erwachsenen. Im Folgejahr siegte sie bei den deutschen Einzelmeisterschaften im Damendoppel mit Mechtild Hagemann. 1986 wurde sie deutsche Mannschaftsmeisterin.

## Sportliche Erfolge
| Saison    | Veranstaltung                        | Disziplin   | Platz | Name |
| --------- | ------------------------------------ | ----------- | ----- | --- |
| 1976/1977 | Deutsche Einzelmeisterschaft U14     | Mixed       | 2     | Uwe Borchers / Cathrin Hoppe (TSV Großenknechten / VfL Hameln)                                                                   |
| 1976/1977 | Deutsche Einzelmeisterschaft U14     | Dameneinzel | 2     | Cathrin Hoppe (VfL Hameln) |
| 1976/1977 | Deutsche Einzelmeisterschaft U14     | Damendoppel | 2     | Cathrin Hoppe / Annemarie Kmiecik (VfL Hameln / SV Ehmen)                                                                        |
| 1979/1980 | Deutsche Einzelmeisterschaft U18     | Damendoppel | 2     | Susanne Karalus-Lindemann (PSV Bremerhaven) / Cathrin Hoppe (VfL Hameln)                                                         |
| 1980/1981 | Niedersächsische Einzelmeisterschaft | Damendoppel | 1     | Cathrin Hoppe / Rosemarie Wochele (VfL Wolfsburg)                                                                                |
| 1982/1983 | Niedersächsische Einzelmeisterschaft | Mixed       | 1     | Volker Renzelmann / Cathrin Hoppe (VfL Wolfsburg)                                                                                |
| 1982/1983 | Niedersächsische Einzelmeisterschaft | Dameneinzel | 1     | Cathrin Hoppe (VfL Wolfsburg) |
| 1983/1984 | Deutsche Einzelmeisterschaft         | Mixed       | 2     | Volker Renzelmann (VfL Wolfsburg) / Cathrin Hoppe (VfL Wolfsburg)                                                                |
| 1983/1984 | Deutsche Einzelmeisterschaft U22     | Mixed       | 2     | Volker Renzelmann (VfL Wolfsburg) / Cathrin Hoppe (VfL Wolfsburg)                                                                |
| 1984      | Austrian International               | Damendoppel | 1     | Heidi Krickhaus / Cathrin Hoppe                                                                                                  |
| 1984/1985 | Deutsche Einzelmeisterschaft         | Damendoppel | 1     | Mechtild Hagemann / Cathrin Hoppe-Hofmann (TV Mainz-Zahlbach / VfL Wolfsburg)                                                    |
| 1984/1985 | Deutsche Einzelmeisterschaft U22     | Damendoppel | 1     | Birgit Schilling / Cathrin Hoppe-Hofmann (SV Fortuna Regensburg / VfL Wolfsburg)                                                 |
| 1984/1985 | Deutsche Einzelmeisterschaft U22     | Mixed       | 1     | Volker Renzelmann / Cathrin Hoppe-Hofmann (VfL Wolfsburg)                                                                        |
| 1985/1986 | Deutsche Mannschaftsmeisterschaft    | Mannschaft  | 1     | TV Mainz-Zahlbach (Thomas Künstler, Stefan Frey, Jürgen Gebhardt, Mathias Klein, Mechthild Hagemann, Cathrin Hoppe, H. Gebhardt) |
| 1985/1986 | Deutsche Einzelmeisterschaft         | Mixed       | 2     | Volker Renzelmann (PSV Bremerhaven) / Cathrin Hoppe (TV Mainz-Zahlbach)                                                          |
| 1985/1986 | Deutsche Einzelmeisterschaft         | Damendoppel | 2     | Mechtild Hagemann (TV Mainz-Zahlbach) / Cathrin Hoppe (TV Mainz-Zahlbach)                                                        |
| 1986/1987 | Deutsche Einzelmeisterschaft         | Damendoppel | 2     | Mechthild Hagemann / Cathrin Hoppe (TV Mainz-Zahlbach)                                                                           |
| 1987/1988 | Deutsche Einzelmeisterschaft         | Damendoppel | 2     | Mechthild Hagemann / Cathrin Hoppe (TV Mainz-Zahlbach)                                                                           |
| 1988/1989 | Deutsche Einzelmeisterschaft         | Damendoppel | 3     | Cathrin Hoppe / Mechthild Künstler (TV Mainz-Zahlbach)                                                                           |
| 1989/1990 | Deutsche Einzelmeisterschaft         | Damendoppel | 2     | Andrea Krucinski / Cathrin Hoppe (1. BV Mülheim / TV Mainz-Zahlbach)                                                             |
| 1989/1990 | Deutsche Einzelmeisterschaft         | Mixed       | 2     | Stefan Frey / Cathrin Hoppe (TV Mainz-Zahlbach)                                                                                  |
| 1990/1991 | Deutsche Einzelmeisterschaft         | Mixed       | 3     | Stefan Frey / Cathrin Hoppe (TV Mainz-Zahlbach)                                                                                  |
| 1991/1992 | Deutsche Einzelmeisterschaft         | Mixed       | 3     | Stefan Frey / Cathrin Hoppe (TV Mainz-Zahlbach)                                                                                  |